# 福井正明
福井 正明（ふくい まさあき、1944年1月15日 - ）は、日本の囲碁棋士。東京都出身、日本棋院所属、岩本薫門下、九段。首相杯争奪戦優勝など。古碁の研究、発掘、紹介に尽力。福井進九段は実弟。2008年に通算600勝達成。

## 経歴
1954年に日本棋院院生。1959年岩本薫九段に入門。またこの頃、藤沢秀行の研究会に参加。1962年入段、同年二段。
1967年五段。1975年七段。1977年首相杯戦準優勝、80年に決勝で王立誠を2-1で破り優勝、同年棋聖戦七段戦優勝。1984年八段。1991年碁聖戦ベスト8。2003年九段。
『碁ワールド』誌で、2002-04年に「碁界黄金の十九世紀」、2005-07年に「囲碁史探偵が行く」を連載。
1965年大手合第二部優勝、1984年第一部全勝で3等。1980年棋道賞殊勲賞。
2025年、第54回大倉喜七郎賞を受賞。囲碁殿堂ノミネート委員会委員。

## 著書
古碁解説
- 『NEW別冊囲碁クラブ NO.20 囲碁史談 運命の一手88選』日本棋院（編）、福井正明監修、相場一宏構成、日本棋院、1989年
- 『道策全集』（1933年刊の校訂版）日本棋院 1991年
- 『秀麗秀策 古典名局選集』日本棋院 1992年
- 『堅塁秀和 古典名局選集』日本棋院 1995年
- 『完本 本因坊秀策全集』（全5巻）誠文堂新光社 1996年
- 『碁神道策』日本棋院 2003年
- 『幻庵因碩打碁集』誠文堂新光社 2005年
- 『碁界黄金の十九世紀-江戸後期から明治‐日本の碁を頂点に導いた名手たち』日本棋院 2007年
- 『囲碁古名人全集-すべては算砂・道碩から始まった』誠文堂新光社 2007年
- 『囲碁史探偵が行く 昔と今 碁打ちの物語』日本棋院 2008年
- 『名人・名局選 秀策』誠文堂新光社2008年
- 『名人・名局選 秀和』誠文堂新光社 2009年
- 『名人・名局選 丈和』誠文堂新光社 2009年
- 『名人・名局選 大仙知』誠文堂新光社 2009年
- 『名人・名局選　秀甫』誠文堂新光社　2009年
- 『道的・道節・道知 元禄三名人打碁集』誠文堂新光社 2009年
- 『名人・名局選　道策』誠文堂新光社　2010年
- 『名人・名局選　秀栄』誠文堂新光社　2010年
- 『囲碁・付録 名局細解 2012年3月号 Kindle版』（明治16年 村瀬秀甫八段 VS 水谷縫次六段  福井正明解説、相場一宏構成 2015/10/19

その他
- 『詰碁ジョイブックス3 上級編 』日本棋院　1983年
- 『新しい詰碁　二・三・四段 』成美堂出版　1989年
- 『囲碁特訓 五×五-碁道盤上達法』日本棋院 2000年
- 『画期的上達法 五路盤問題集』日本棋院 2002年
- 『明快!定石誕生事典』フローラル出版 2005年
- 『詰碁 のんびり・じっくり 楽しみながら強くなる』（レベル1～レベル5）誠文堂新光社 2007年